# Xiphasia
Xiphasia is een geslacht van straalvinnige vissen uit de familie van naakte slijmvissen (Blenniidae). Het geslacht is voor het eerst wetenschappelijk beschreven in 1839 door Swainson.

## Soorten
- Xiphasia matsubarai Okada & Suzuki, 1952
- Xiphasia setifer Swainson, 1839